# Sebastião do Rêgo Barros

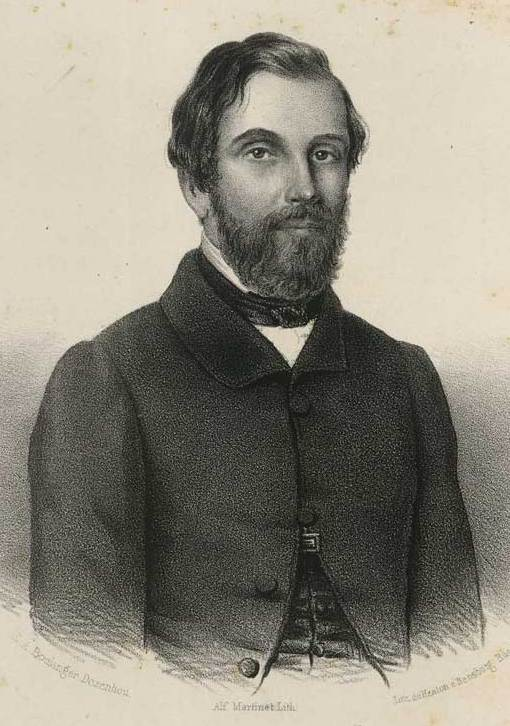
Sebastião do Rêgo Barros, zwischen 1853 und 1858

Sebastião do Rêgo Barros (* 18. August 1803 im Kapitanat Pernambuco; † 7. März 1863) war ein Mathematiker, Politiker und Offizier im Kaiserreich Brasilien.

## Karriere
Rêgo Barros wurde im Kapitanat Pernambuco, der späteren gleichnamigen Provinz des Kaiserreichs Brasilien, als Sohn einer einflussreichen Familie geboren. Er trat im September 1817 als Kadett in die Infanterie des brasilianischen Heeres ein. Während der Unruhen in der kurzen Phase des Königreichs wurde er verwundet. Als Teilnehmer der Brasilianischen Unabhängigkeitsbewegung wurde er zeitweise inhaftiert. Nach seiner Entlassung nahm er ein Studium der Mathematik und Philosophie in Coimbra in Portugal auf, das er auf Grund von Rivalitäten zwischen portugiesischen und brasilianischen Studenten in Frankreich fortsetzte und 1823 dort abschloss. Den Abschluss als Bachelor im Fach Mathematik erwarb er 1826 an der Universität Göttingen. Nach seiner Rückkehr nach Brasilien trat er ins Pionierkorps des brasilianischen Heeres ein. Er erreichte den Rang eines Tenente Coronel.
Rêgo Barros war zwischen 1830 und 1861 mehrmals Mitglied der Abgeordnetenkammer Brasiliens. 1837 und 1859 war er Kriegsminister im Kabinett. Von 1851 bis 1857 war er Präsident der Provinz Pará. 1859 wurde er Vizepräsident Brasiliens.
Auf Grundlage des brasilianischen Gesetzes Nr. 586 vom 6. September 1850 wurde er beauftragt, in Deutschland Söldner für den sich abzeichnenden La-Plata-Krieg gegen Argentinien unter dem Diktator Juan Manuel de Rosas und seinen Verbündeten auszuheben. Die von ihm in Norddeutschland angeworbene, etwa 1800 Mann starke Truppe wurde als Brummer bekannt.

## Werke
- Cartas de um americano sobre as vantagens do governo federativo, tradução, Rio de Janeiro, 1833
- Noções elementares das ciências aplicadas à agricultura, tradução, Pernambuco, 1848
- Regulamento orgânico das escolas militares do Império, modificando o de 1º de março de 1858, Rio de Janeiro, 1861
- Coleção das provisões do supremo conselho militar e de justiça do Império do Brasil, de 1823 a 1856, Rio de Janeiro, 1861 (Hrsg.)